# Nahuel di Pierro
 (mars 2024).
La mise en forme du texte ne suit pas les recommandations de Wikipédia : il faut le « wikifier ».
Les points d'amélioration suivants sont les cas les plus fréquents. Le détail des points à revoir est peut-être précisé sur la page de discussion.
- Les titres sont pré-formatés par le logiciel. Ils ne sont ni en capitales, ni en gras.
- Le texte ne doit pas être écrit en capitales (les noms de famille non plus), ni en gras, ni en italique, ni en « petit »…
- Le gras n'est utilisé que pour surligner le titre de l'article dans l'introduction, une seule fois.
- L'italique est rarement utilisé : mots en langue étrangère, titres d'œuvres, noms de bateaux, etc.
- Les citations ne sont pas en italique mais en corps de texte normal. Elles sont entourées par des guillemets français : « et ».
- Les listes à puces sont à éviter, des paragraphes rédigés étant largement préférés. Les tableaux sont à réserver à la présentation de données structurées (résultats, etc.).
- Les appels de note de bas de page (petits chiffres en exposant, introduits par l'outil «  Source ») sont à placer entre la fin de phrase et le point final[comme ça].
- Les liens internes (vers d'autres articles de Wikipédia) sont à choisir avec parcimonie. Créez des liens vers des articles approfondissant le sujet. Les termes génériques sans rapport avec le sujet sont à éviter, ainsi que les répétitions de liens vers un même terme.
- Les liens externes sont à placer uniquement dans une section « Liens externes », à la fin de l'article. Ces liens sont à choisir avec parcimonie suivant les règles définies. Si un lien sert de source à l'article, son insertion dans le texte est à faire par les notes de bas de page.
- La présentation des références doit suivre les conventions bibliographiques. Il est recommandé d'utiliser les modèles {{Ouvrage}}, {{Chapitre}}, {{Article}}, {{Lien web}} et/ou {{Bibliographie}}. Le mode d'édition visuel peut mettre en forme automatiquement les références.
- Insérer une infobox (cadre d'informations à droite) n'est pas obligatoire pour parachever la mise en page.

Pour une aide détaillée, merci de consulter Aide:Wikification.
Si vous pensez que ces points ont été résolus, vous pouvez retirer ce bandeau et améliorer la mise en forme d'un autre article.
 (mars 2024).
Nahuel Di Pierro (1984 à Buenos Aires en Argentine) est un chanteur argentin avec registre de basse chantante de carrière internationale.

## Biographie
Nahuel Di Pierro a étudié dans l'Institut supérieur d'Art du Théâtre Colón, à l'Atelier lyrique de l'Opéra de Paris et au Young artists program du festival de Salzbourg.
Il a fait son début en 2001 dans le Teatro Roma de Avellaneda dans sa ville natale, à l'âge de 17 ans en interprétant le rôle de Capellio en I Capuleti e i Montecchi. Il chante au Teatro Colón en 2002 le rôle de don Alvar dans Les Indes galantes. Par la suite, il a participé de manière ininterrompue aux saisons 2003-2008 de ce théâtre dans des productions telles que La Flûte enchantée, Ubu Rex de Penderecki, Dialogues des carmélites, Manon Lescaut, Wozzeck, Le Rossignol, Les Noces et Der Graf von Luxemburg. Il a également chanté les rôles de Colline dans La Bohème et Guglielmo dans Così fan tutte.
Il a fait ses débuts à l'Opéra de Paris en 2009, interprétant le rôle de la voix de Neptune dans Idomeneo, puis en 2012 au Covent Garden Royal Opera de Londres, il chant le rôle de Colline dans La Bohème et Masetto dans Don Giovanni. Cette même année, il a fait ses débuts au festival de Glyndebourne dans La Bohème, toujours dans le rôle de Colline.
Dans ses premières années de carrière internationale, il a interprété des rôles tels que la voix de Neptune (Idomeneo) au théâtre des Champs-Élysées, Lorenzo (I Capuleti e i Montecchi) et Colline (La Bohème) à l'Opéra national de Paris, Sarastro (La Flûte enchantée) à Dessau, Achior (La Betulia liberata) au festival de Salzbourg, Léandre (L’Amour des trois oranges) à l’Opéra national des Pays-Bas, don Basilio (Le Barbier de Séville) à la Deutsche Oper Berlin, Ferrando (Il trovatore) au théâtre du Capitole de Toulouse, et Selim (Le Turc en Italie) à l'opéra d'Angers-Nantes.
En 2016, il a fait ses débuts à l'Opéra de Zurich dans une nouvelle production de Il viaggio a Reims (Lord Sidney), dirigée par Christoph Marthaler, et au festival d’Aix-en-Provence dans une nouvelle production de Così fan tutte (Guglielmo), dirigée par le réalisateur français Christophe Honoré. Il a entamé une relation fructueuse avec l'Opéra de Zurich où il a interprété des rôles tels que Osmin dans Die Entführung aus dem Serail, le gouverneur dans Le Comte Ory, Selim dans Le Turc en Italie, le rôle principal dans Don Giovanni, et Créon dans Médée de Charpentier, ainsi que Seneca dans L'incoronazione di Poppea. Pendant l'été 2016, il a fait ses débuts à New York au Mostly Mozart Festival au Lincoln Center avec Così fan tutte (Guglielmo) dans une version de concert dirigée par Louis Langrée. Il a également interprété le rôle d'Assur (Semiramide) à l'Opéra national de Lorraine et de Leporello (Don Giovanni) au festival d’Aix-en-Provence dans une nouvelle production dirigée par Jean-François Sivadier.
En 2019, il chant au Festival Rossini à Pesaro le rôle d'Assur dansSemiramide, à l’Opéra-Comique de Paris dans le rôle principal Ercole amante de Francesco Cavalli, et au Grand Théâtre de Genève dans le rôle d'Osmin dans Die Entführung aus dem Serail. En 2021, il retourne au festival de Glyndebourne dans le rôle de Selim dans Le Turc en Italie, et vers la fin de la même année, il fait ses débuts au Bolchoï de Moscou en tant que Leporello dans une nouvelle production de Don Giovanni dirigée par Tugan Sokhiev. En 2022, il a fait ses débuts à l'Opéra de Monte-Carlo dans Le Comte Ory aux côtés de Cecilia Bartoli et est retourné au festival Rossini pour chanter à nouveau Le Comte Ory dans une nouvelle production dirigée par Hugo d'Ana.
En 2023, il fait ses débuts aux États-Unis au Houston Grand Opera dans le rôle de Figaro dans Les Noces de Figaro, au grand théâtre du Liceu de Barcelone dans le rôle de Seneca dans L’incoronazione di Poppea dirigé par Jordi Savall, et au Teatro San Carlo de Naples avec le Requiem de Mozart. En 2024, il a fait ses débuts à La Scala de Milan dans le rôle de Créon dans Médée de Cherubini, dans une nouvelle production dirigée par Damiano Micheletto, sous la direction de Michele Gamba, la première représentation dans sa version originale en français dans ce théâtre. La même année, il chant au Festival Donizetti de Bergame dans le rôle de Noé dans Il diluvio universale, dans une nouvelle production dirigée par Francesco Micheli et Riccardo Frizza.
Il se produit régulièrement avec des orchestres symphoniques et ensembles baroques, notamment l'Orchestre national de France (sous la direction de Kurt Masur, James Conlon et Daniele Gatti), l'Orchestra Giovanile Luigi Cherubini (avec Riccardo Muti), l'Orchestre de Paris (avec Louis Langrée, Jérémie Rhorer et Bertrand de Billy), le Concert d’Astrée (avec Emmanuelle Haïm), l'Orchestre révolutionnaire et romantique (avec John Eliot Gardiner), et l'Orchestre Hallé de Manchester (avec Mark Elder). On peut signaler ses interprétations de La Damnation de Faust (Méphistophélès) avec l'Orchestre national de France (sous la direction de Charles Dutoit) à la Philharmonie de Paris, le Schubert E flat Mass avec la Chicago Symphony Orchestra (avec Riccardo Muti), le Requiem de Mozart avec Ensemble Pygmalion (sous la direction de Raphaël Pichon), La Création de Haydn avec le Concert de la loge (sous la direction de Julien Chauvin) au Festival Saint-Denis, La Damnation de Faust avec l'Orchestre symphonique de Vienne (sous la direction de Philippe Jordan) au Konzerthaus de Vienne, et Betulia liberata avec Les Talens Lyriques (sous la direction de Christophe Rousset) à La Seine musicale à Paris.

## Discographie
- 2007 Ludwig van Beethoven : Fidelio (First prisoner) Unitel Classica DVD
- 2007 Franco Alfano : Cyrano de Bergerac (Le Bret) Naxos Unitel Classica DVD/Bluray
- 2013 Gioacchino Rossini : Guillaume Tell (Mechtal/Walter) Naxos CD
- 2015 Jean Phillipe Rameau : Dardanus (Ismenor/Teucer) Harmonia mundi DVD
- 2017 Franz Schubert: Winterreise avec Alphonse Cemin, piano B-Records CD
- 2018 Gioachino Rossini: Ricciardo e Zoraide (Ircano) Naxos CD
- 2018 German Cantatas: Biber / J.-C. Bach / Pachelbel avec Johannes Pramsohler (violon) et Ensemble Diderot Audax Records CD
- 2019 Anclao En Paris: Tango, vals et Milonga (es) avec Rudi Flores, Ciro Pérez, Tomás Bordalejo et Diego Trosman Audax Records CD
- 2020 Wolfgang Amadeus Mozart Betulia liberata : Teresa Iervolino, Pablo Bemsch, Sandrine Piau, Nahuel Di Pierro, Amanda Forsythe, Les Talens Lyriques, Christophe Rousset Aparté
- 2020 Francesco Cavalli Ercole amante : Nahuel DI Pierro, Giuseppina Bridelli, Francesca Aspromonte, Giulia Semenzato, Ensemble Pygmalion, Raphaël Pichon Naxos DVD et BlueRay
- 2022 Wolfgang Amadeus Mozart Requiem K626 : Golda Schultz, Katrin Wundsam, Martin Mitterrutzner, Nahuel Di Pierro, Orchestra e Coro Teatro Regio di Torino, Stefano Montanari CD
- 2022 Jean Philippe Rameau Les Paladins : Sandrine Piau, Anne Catherine Gillet, Mathias Vidal, Florian Sempey, Nahuel Di Pierro, La Chapelle harmonique, Vincent Tournet CD
- 2023 Gioachino Rossini Edipo a Colono (it) : Nahuel DI Pierro, Coro del Teatro della Fortuna, Orchestra Filarmonica Gioachino Rossini, Fabrizio Ruggero Audax records CD